# Muara Padang (plaats)
Muara Padang is een bestuurslaag in het regentschap Banyuasin van de provincie Zuid-Sumatra, Indonesië. Muara Padang telt 2414 inwoners (volkstelling 2010).